# Farthingstone
Farthingstone è un villaggio e parrocchia civile dell'Inghilterra, appartenente alla contea del Northamptonshire.

## Storia
A nordest del villaggio, a sud di Castle Dykes Farm, ci sono tracce di una fortezza di collina e di tombe coperte da un tumulo dell'età del bronzo, censito nel 1981 come monumento nazionale (Scheduled monument). A nord di Castle Dykes Farm c'è Castle Dykes, una motta castrale normanna con tre cortili interni. Nel 1712, operai che scavavano nel sito del castello trovarono una  "stanza con il soffitto a volta in pietra ed un altro ambiente sottostante e pietre scolpite rozzamente con figure umane".
Farthingstone è nominata nel Domesday Book come Fordinestone. Altri scritti medievali riportano Fardenston, Ferdingstone, Fardingestun e Fardyngton. Il villaggio venne concesso a Roberto di Mortain dal fratellastro, Guglielmo il Conquistatore. Il territorio dipendeva dalla centena di Fawsley.